# Elias Andersson
Pour les articles homonymes, voir Andersson.
Elias Andersson, né le 31 janvier 1996 à Hässleholm en Suède, est un footballeur international suédois qui joue au poste de Lech Poznań.

## Biographie

### Helsingborgs IF
Natif de Hässleholm en Suède, Elias Andersson passe par le club local avant de rejoindre en 2010 un club plus important, l'Helsingborgs IF, où il est formé. Il joue son premier match en professionnel le 10 mars 2013, à l'occasion d'une rencontre de Svenska Cupen face au Varbergs BoIS. La rencontre se termine par la large victoire d'Helsingborgs, qui s'impose par cinq buts à zéro. Le 15 avril 2013 Andersson joue son premier match en Allsvenskan face au Mjällby AIF, contre qui son équipe s'incline (1-2).

### Varbergs BoIS
En février 2015, il est prêté au Varbergs BoIS en deuxième division, club qu'il rejoint définitivement en mars 2016.

### IK Sirius
Le 15 juillet 2017 Elias Andersson est recruté par l'IK Sirius, qui lui permet de retrouver l'Allsvenskan.
Andersson inscrit son premier but pour l'IK Sirius le 12 août 2017 contre le Halmstads BK, en championnat. Titulaire au poste d'ailier gauche, il ouvre le score et participe à la victoire de son équipe par trois buts à zéro.

### Djurgårdens IF
Le 10 décembre 2020 est annoncé l'arrivée d'Elias Andersson au Djurgårdens IF pour la saison prochaine. Il vient pour renforcer le milieu de terrain après les départs de Fredrik Ulvestad et Jesper Karlström notamment.

### Lech Poznań
Le 8 juillet 2023, Elias Andersson rejoint la Pologne afin de s'engager en faveur du Lech Poznań. Il signe un contrat courant jusqu'en juin 2026.

### En sélection
Elias Andersson est sélectionné avec l'équipe de Suède des moins de 17 ans pour participer à la coupe du monde des moins de 17 ans en 2013. Andersson est titulaire et capitaine dans cette équipe qui se hisse jusqu'en demi-finale et qui obtient la troisième place du tournoi. Il prend part à tous les matchs de son équipe, qui est battue par le Nigeria en demi-finale (0-3). Les jeunes suédois s'imposent toutefois lors du match pour la troisième place contre l'Argentine.